# Eleição para governador de Washington em 2012
A eleição para governador do estado americano de Washington foi realizada em 6 de novembro de 2012 em simultâneo com as eleições para a câmara dos representantes, para o senado, para alguns governos estaduais e para o presidente da república. A governadora Christine Gregoire decidiu se aposentar em vez de concorrer para um terceiro mandato A primária geral (que é uma primária onde todos os candidatos concorrem em uma eleição na qual apenas dois seguem para a próxima etapa) escolheu com 47% o representante democrata Jay Inslee, e o procurador geral Rob McKenna com 42%. Como nas primárias, Inslee manteve o favoritismo e foi eleito com 51,54% dos votos.